# Nils Hogner
Nils Richard Alexander Hogner  (uttalas [hɔŋner]), född 22 juli 1887 i Nederkalix församling i Norrbottens län, död 31 juli 1970 i Litchfield, Connecticut i USA, var en svensk-amerikansk målare, tecknare grafiker och författare.
Han var son till läkaren Richard Hogner och Adrienne Clara Lindström samt bror till Elsa Hogner-Reuterswärd. Han var gift första gången 1919 med indianskan Theela Bilidaalbai och andra gången med författaren Dorothy Childs. Hogner studerade konst vid Boston School of Painting och Boston Museum of Fine Arts School. Därefter fortsatte han sina studier för Ivar Nyberg i Stockholm, Johan Rohde i Köpenhamn och för den ryska konstnären Leon Gaspard. Separat ställde han bland annat ut på Museum of New Mexico i Santa Fé, Silvermine Guild of Artists och i Dallas. Han medverkade i ett stort antal samlingsutställningar runt om i USA. Som konstnär utförde han ett flertal muralmålningar i offentliga lokaler bland annat målningen Four Chaplains mural i Chapel of Four Chaplains, Floyd Bennett Field i New York City och Naval YMCA i Brooklyn. Ensam eller tillsammans med sin fru skrev han ett antal barnböcker som han själv illustrerade bland annat Farm Animals 1945 och The Nosy Colt 1973. Dessutom illustrerade han ett 70-tal böcker åt andra författare. Vid sidan av sitt eget skapande var han anställd som professor i konst vid University of New Mexico i Albuquerque. Hogner är representerad vid ett flertal amerikanska museer, bland annat vid Hickory Museum of Art i Hickory, Oklahoma Art Center och St Louis Public Library.
Han var far till Maj Richard Pierre Hogner (1921-1999), den förste amerikanska piloten under andra världskriget med navajoursprung.